# 通榆镇
通榆镇，是中华人民共和国江苏省盐城市滨海县下辖的一个乡镇级行政单位。

## 行政区划
通榆镇下辖以下地区：
通榆社区、桥南社区、刘簖村、三元村、阜坎村、腰庄村、周舍村、西沙村、舀港村、三埝村和万岗村。